# C18H12O10
化学式C18H12O10，摩尔质量 388.28 g/mol，可能指：
- 水杨嗪酸，混合CAS号：521-39-1 
  - (R)-水杨嗪酸，PubChem CID：5538807
  - (S)-水杨嗪酸，PubChem CID：5565648
- 降周斑点酸，PubChem CID：101249643

|  | 这个同类索引页列出了具有相同分子式的化学物（即同分異構體）条目。 除非您是有意链接至本页，否则应将相应条目的内部链接指向正确的条目。 |